# Oberschwenden

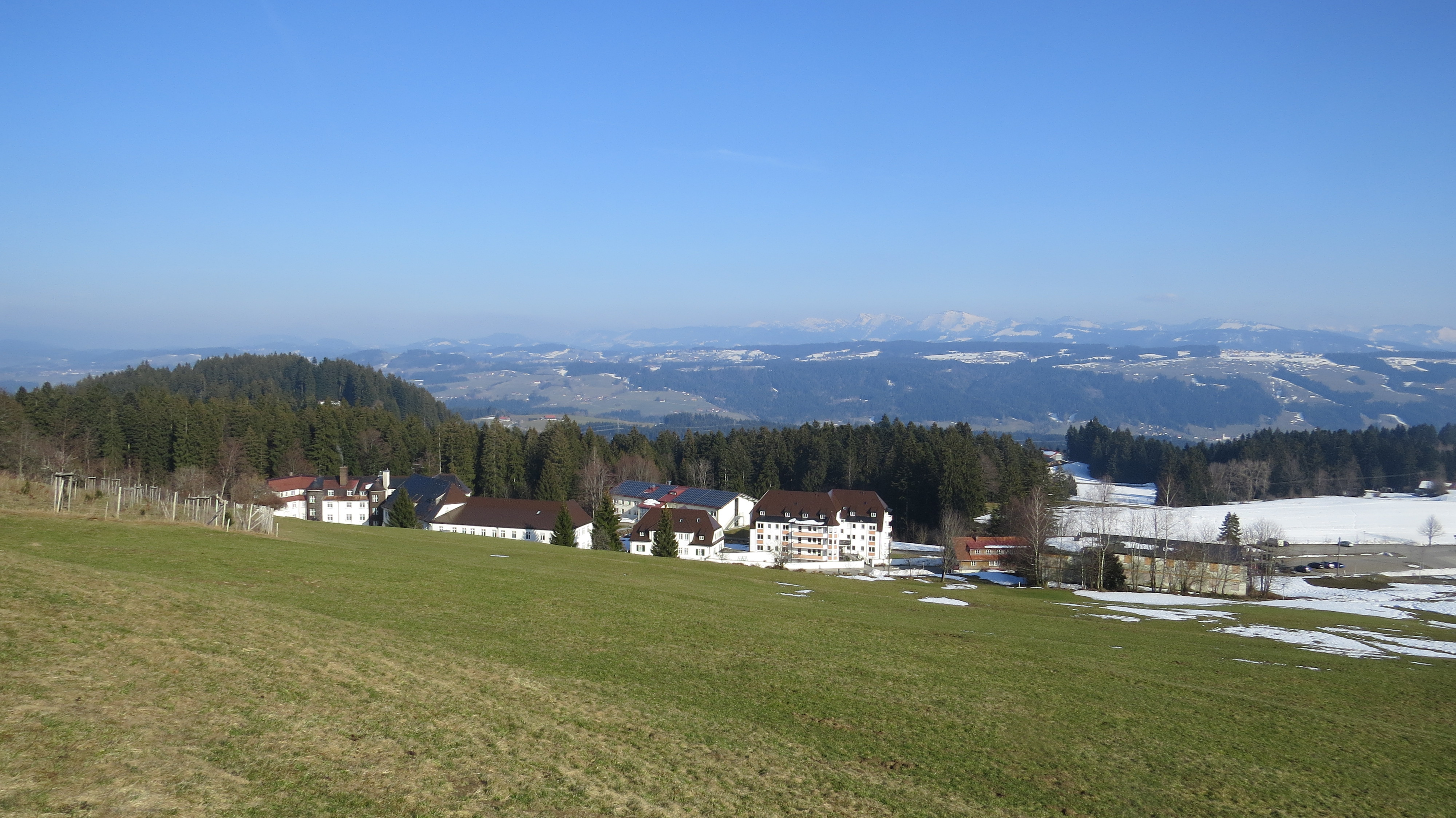
Blick über Oberschwenden

Oberschwenden (westallgäuerisch: Obəschwendə) ist ein Gemeindeteil des Markts Scheidegg im bayerisch-schwäbischen Landkreis Lindau (Bodensee).

## Geographie
Der Sanatoriumsort liegt circa zwei Kilometer südwestlich des Hauptorts Scheidegg und zählt zur Region Westallgäu. Westlich der Ortschaft verläuft die deutsch-österreichische Staatsgrenze zu Möggers in Vorarlberg.

## Geschichte
Obeschwenden wurde erstmals im Jahr 1561 als Schwendi erwähnt. Der Ortsname stammt vom mittelhochdeutschen Wort swende, was „roden“ bedeutet. 1771 fand die Vereinödung in Obeschwenden statt. 2010 wurde der Skywalk Allgäu, ein ca. 1 km langer Baumwipfelpfad, eröffnet.

## Fachklinik Prinzregent Luitpold
Im Jahr 1912 legte Therese von Bayern in Oberschwenden den Grundstein zum Bau der Prinzregent Luitpold-Kinderheilstätte.  Bauträger war der Bayrische Landesverband zur Bekämpfung von Tuberkulose, der dafür eine Spende des Prinzregenten Luitpold von Bayern erhielt. 1916 wurde die Klinik eröffnet und 1924 erweitert. Ab 1942 gehörte die Klinik zur Stiftung Mutter und Kind, ehe sie 1944 wieder an den bayerischen Staat überging und ab 1949 selbstständig wurde. 1976 übernahm die Katholische Jugendfürsorge die Verwaltung und im Jahr 2005 die ganze Klinik. Heute ist die Einrichtung eine Reha-Fachklinik für Kinder und Jugendliche mit den Kernkompetenzen Adipositas, Asthma, psychische Erkrankungen und deren Co- und Multimorbiditäten.

## Baudenkmäler
Siehe: Liste der Baudenkmäler in Oberschwenden